# Pheleuscelus hamatus
Pheleuscelus hamatus es una especie de coleóptero de la familia Attelabidae.

## Distribución geográfica
Habita en Surinam.